# Polka-mazurka
Pour les articles homonymes, voir Polka.
La polka-mazurka est une danse proche de la mazurka musicalement mais dont les mouvements ressemblent plus à la polka.
De nombreuses polkas-mazurkas ont été composées par Johann Strauss II et sa famille, à l'exception toutefois de Johann Strauss I qui n'a jamais composé pour ce type de danse. La première polka-mazurka écrite par la famille Strauss est La Viennoise op. 144 de Johann Strauss II en 1854. D'autres compositeurs viennois ont également écrit des polkas-mazurkas dans les années 1850.
Cette danse, dérivée de la polka, est interculturelle. Elle a notamment été influencée par la polka à la française avec ses pas féminins et déterminés, mais aussi par la schnell-polka, une forme rapide de polka pour laquelle Edouard Strauss a composé plusieurs morceaux célèbres.